# Tânia Pataco
Tânia Pataco (também utilizou o nome Vilma) é o nome artístico de Tânia Maria Pataco, uma cantora portuguesa nascida em Pombal.

## Biografia
A sua carreira arrancou com a participação em programas televisivos como "Chuva de Estrelas" ou "Selecção de Esperanças".
Em 1994 venceu a Grande Noite do Fado, na categoria de Seniores Femininos.
A sua carreira tem andado pelo fado mas sobretudo pela música mais popular. O seu disco de estreia, editado em 1995, incluía o tema "Telefona Para Mim".
Em 1996 lança o álbum É Triste Perder Um Filho.
Em 1998 regrava Telefona Para Mim que dá nome ao seu terceiro disco.
Durante algum tempo usou o pseudónimo "Vilma". Foi com este nome que em 2000 lançou o disco Que É Feito de Ti.
Em 2005 lançou o álbum Retratos Antigos.
Se Alguma Vez, lançado em 2007, é o 6º disco de Tânia Pataco.

## Discografia
- Sonho Bandido (1995)
- É Triste Perder Um Filho (1996)
- Telefona P'ra Mim! (1998)
- Que É Feito de Ti (2000) como Vilma
- Retratos Antigos (2005)
- Se Alguma Vez (2007)